# Air Sirin
Air Sirin — ныне недействующая украинская авиакомпания, базировавшаяся в Кропивницком.

## История
Компания Air Sirin была основана в 2005 году и начала свою деятельность в 2007 году.
В 2014 г. после катастрофы грузового Ан-26, авиакомпания фактически прекратила свою деятельность.

## Флот

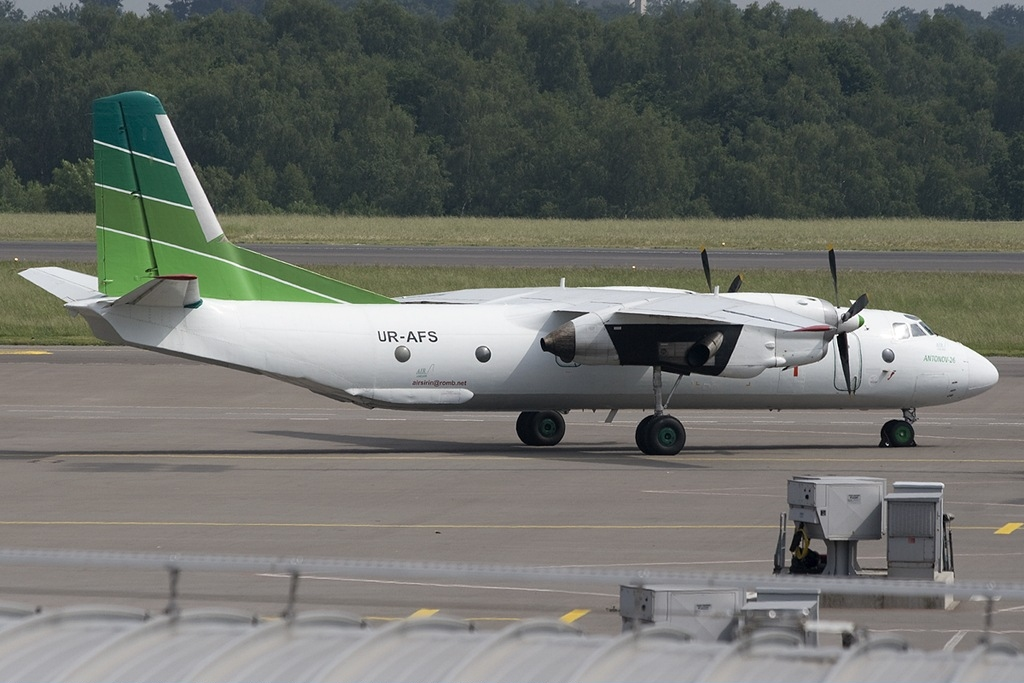
Ан-26 в аэропорту Люксембурга

Флот Air Sirin состоит из:
- 2 Ан-26 (1 разбился[3])
- 1 Ил-18[4]
- 1 Ан-2